# Чекалдинка
Чекалди́нка (рос. Чекалдинка) — річка в Агризькому районі Татарстану та Кіясовському районі Удмуртії, Росія, ліва притока Кирикмасу.
Річка починається на південний схід від села Стара Чекалда Агризького району. Протікає на північний захід до цього села, потім повертає на північ. Нижня течія, що знаходиться на території Кіясовського району, повертає на північний захід. Середня та нижня течії заліснені. Впадає до Кирикмасу навпроти колишнього села Чельча. За 0,5 км вище гирла річка приймає праву притоку Криндинку, яка за деякими даними вважається окремою притокою Кирикмасу.
На річці розташовані села Стара Чекалда та Кадряково.